# Plastron (schildpadden)

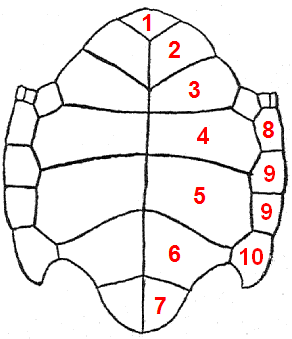
De verschillende delen van het buikpantser van een soepschildpad (Chelonia mydas):
1. tussenkeelschild
2. keelschild
3. bovenarmschild
4. borstschild
5. buikschild
6. dijbeenschild
7. anaalschild
8. okselschild
9. inframarginale schilden
10. dijschild

Het plastron is het buikpantser van een schildpad, het rugschild wordt carapax genoemd, het geheel heet pantex.
Het plastron bestaat uit verschillende delen die ieder een eigen naam hebben, zie het schema rechts. Het buikpantser wordt gevormd uit harde platen van keratine, en is niet verstevigd met ribben zoals het rugschild. Het buikpantser heeft bij de mannetjes een ondiepe kuil zodat ze makkelijker op de vrouwtjes kunnen klimmen bij de paring. Doosschildpadden kunnen het buikpantser aan beide kanten inklappen, zodat ze helemaal in het schild worden opgeborgen.

## Afbeeldingen

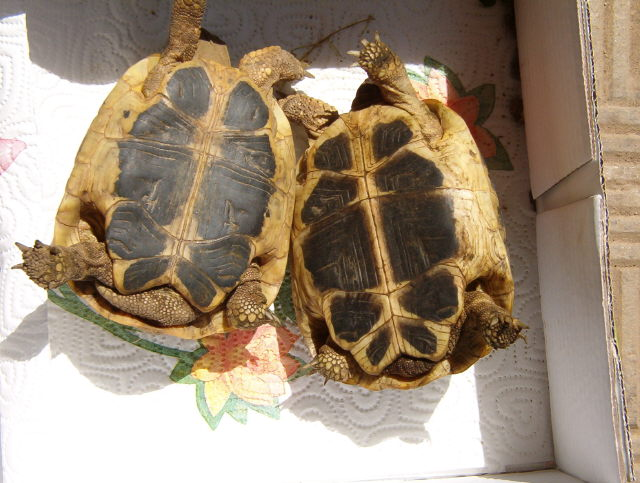
Buikzijde van de Griekse landschildpad, mannetje links, vrouwtje rechts.
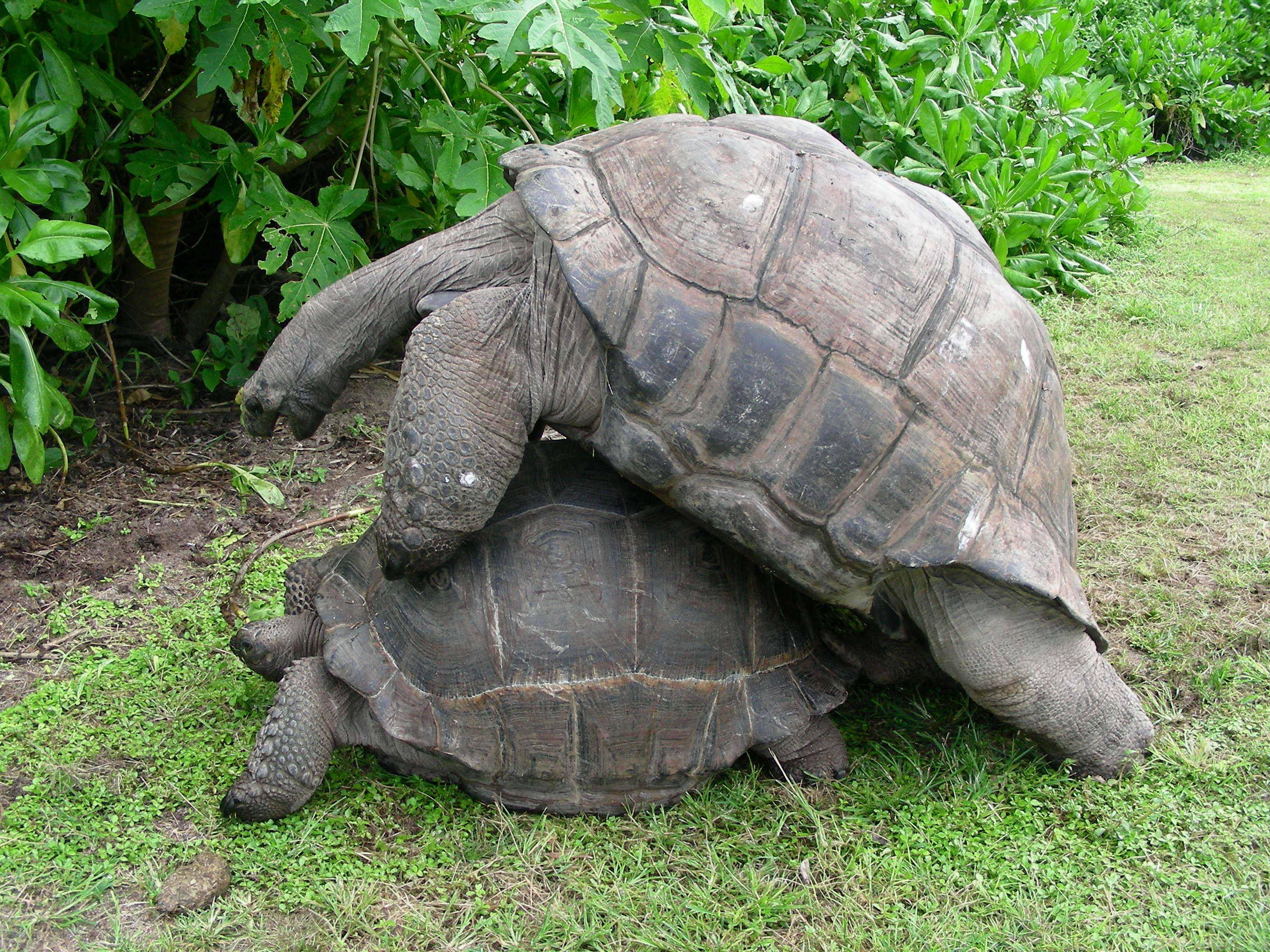
Paring van landschildpadden.
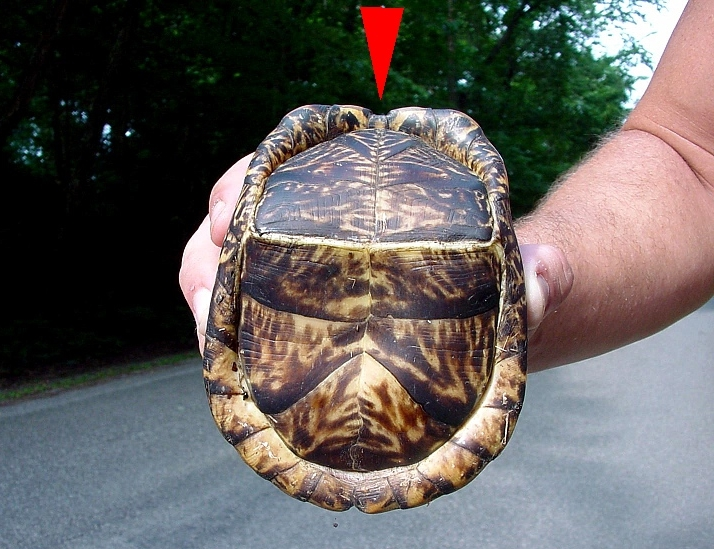
Een doosschildpad, de pijl geeft de voorzijde aan.
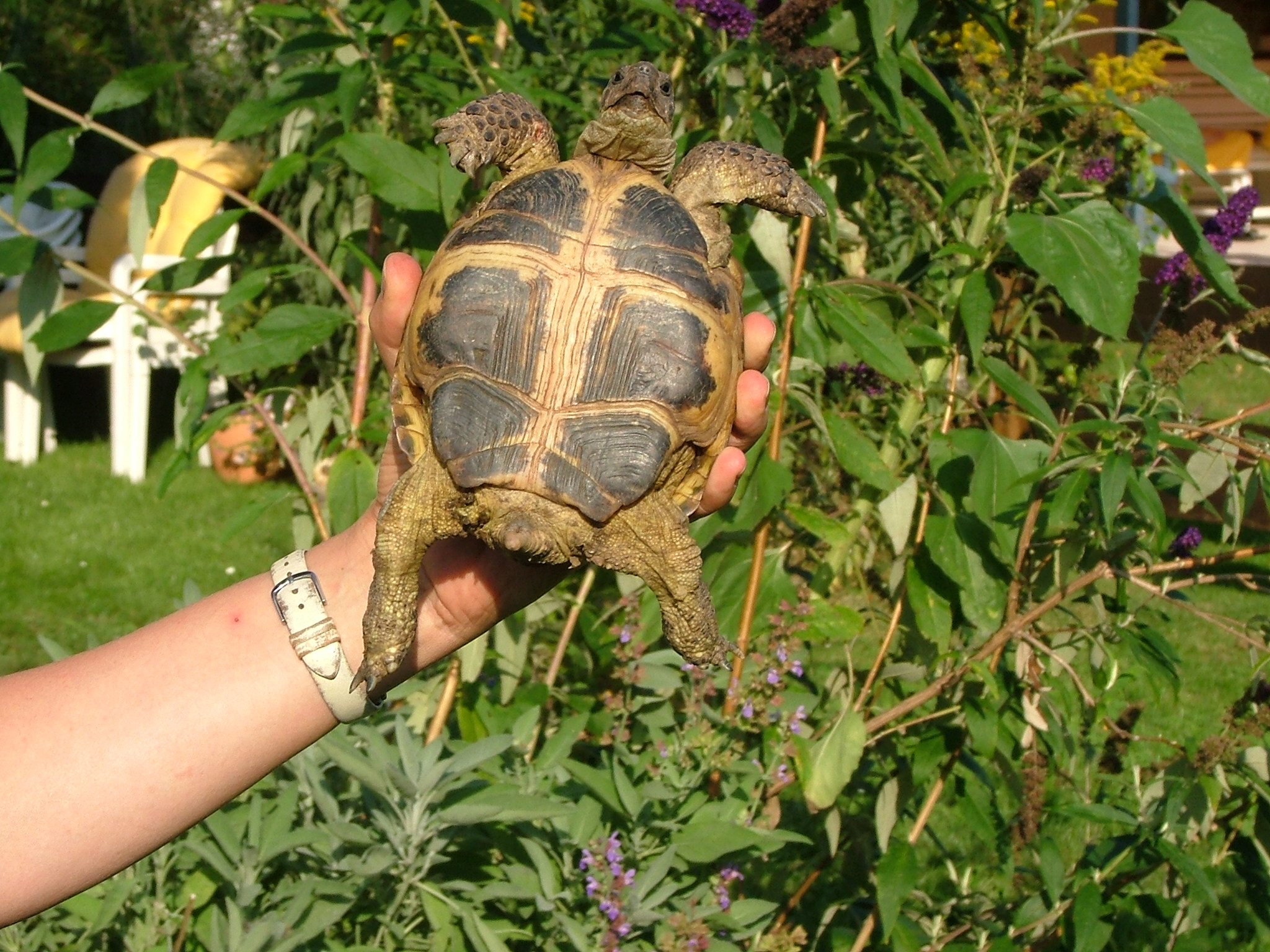
Buikpantser van de vierteenlandschildpad.